# Little Maplestead
Pour l’article homonyme, voir Great Maplestead.
Little Maplestead est un village et une paroisse civile de l'Essex, en Angleterre.